# 恐龙山镇
恐龙山镇，原称川街乡，是中华人民共和国云南省楚雄彝族自治州禄丰市下辖的一个乡镇级行政单位。
2009年5月5日，云南省人民政府批复同意撤销川街乡，设立恐龙山镇，镇人民政府驻地迁移至阿纳村。

## 行政区划
恐龙山镇下辖以下地区：
川街村、长田村、阿纳村、独瓦房村、甘冲村、九渡村、大村、法门村和梨园村。